# 伯默里希巴赫河

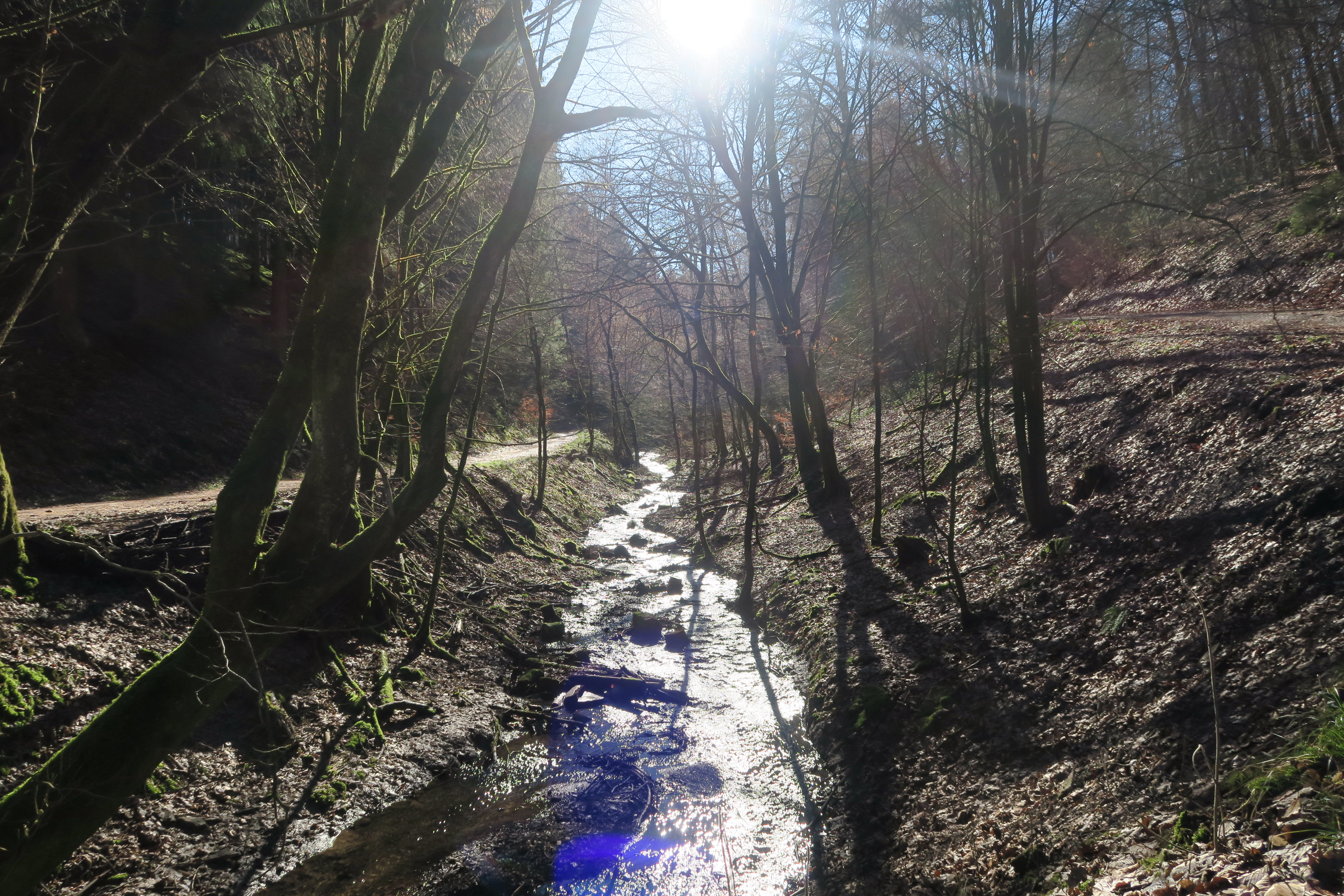

51°04′01″N 7°10′38″E / 51.066896°N 7.177114°E
伯默里希巴赫河（德語：Bömericher Bach），是德國的河流，位於該國西部，流經北萊茵-威斯特法倫州，屬於丁恩河的左支流，河道全長1.7公里，流域面積1.4平方公里。